# Замок Кілронан
Замок Кілронан (англ. Kilronan Castle) — один із замків Ірландії, розташований в графстві Роскоммон. Раніше він був відомий як замок Тенісон. Нині це великий заміський будинок, що стоїть на березі озера Лох-Мілах, на відстані 1,2 милі від селища Балліфарнан. Навколо замку є парк площею 40 акрів землі. Нинішня будівля замку Кілронан була побудована в 1820 році на місці більш давнього замку і була значно розширена в 1880 році. Нова частина замку являє собою двоповерховий особняк нерегулярного плану з вежею, що примикає до основної будівлі. Нині це готель.

## Історія замку Кілронан
До початку XVIII століття замком та маєтком, що пізніше став називатися замок Тенісон володіла родина Дандас. Потім вони продали його в 1715 році Річарду Тенісону з англійської аристократичної родини Тенісон, що був сином єпископа Міт і депутата парламенту Великої Британії від Дунлір. Річард Тенісон помер в 1726 році і передав замок та маєток сину вільяму, що в 1746 році був підполковником 35-го піхотного полку, депутатом парламенту від Дунлір. Вільям помер, не лишивши спадкоємців. Маєток перейшов до його дядька Томаса, потім до його сина — теж Томаса. Томас Молодший став верховним шерифом графства Літрім у 1763 році і депутатом парламенту від графства Монахан з 1776 по 1783 рік. Потім замок успадкував його син — теж Томас, що став верховним шерифом графства Роскоммон у 1791 році, верховним шерифом графства Літрім в 1792 і депутатом парламенту від Бойл у 1792 році.
Його син — Едвард Кінг-Тенісон став верховним шерифом графства Літрім в 1845 році, депутатом парламенту від графства Літрім в 1847—1852 роках, лорд-лейтенантом графства Роскоммон у 1856—1878 роках. Після його смерті замок та маєток успадкував його зять Генрі кінг, що змінив своє прізвище на Генрі Кінг-Тенісон і успадкував титул свого брата, став VIII графом Кінгстон. Він перебудував замок у 1880 році в стилі неоготики. Потім він продав більшу частину маєтку.
Він помер у 1896 році. Замок успадкував ІХ граф Кінгстон. Але він вирішив жити в іншорму місці. Замок був закинутий. У 1939 році замок був проданий на аукціоні. Потім замок використовувала будівельна компанія, що займалась прокладанням доріг. Потім замок був у розпорядженні земельної комісії, що продала його Майклу та Брендан Лейденам. Потім замок був перероблений в розкішний готель фірмою «Ганлі» в 2006 році.